# 宮尾舜治
宮尾舜治（1868年2月1日—1937年4月3日），日本越後人（今新潟縣）。日本官僚、政治家。貴族院議員。1910年7月代理台灣總督府民政長官。他也是台灣發行樂透的第一人。

## 生平
1900年，宮尾舜治即進入台灣總督府擔任民政部税務課技術官僚。後累功晉升至安平税關長兼打狗税關長、淡水税關長、財政局稅務課長（彩票局長）、殖產局長、專賣局長等職。其中，彩票局長任內，發行樂透彩票（基本上票值分4種）為台灣建設籌款。不但於台灣造成轟動，其銷售網甚至擴及日本全國、甚至到達英屬香港、美屬菲律賓等東南亞地區。不過，原本只限定台灣居民購買，結果樂透彩票80%以上被日本內地及東南亞地區買家買走。鑒於此情形違反當初樂透彩票發行本意及規定，故被日本政府下令停辦。
1910年4月（明治43年），返回日本內地任拓務局首任局長。1910年7月，民政長官大島久滿次因為貪污下臺，臨時兼任該職務。不到一個月後，卸下此職，返日後仍任拓務局局長，並兼任拓務部門副總裁。
1917年7月（大正6年），轉任關東都督府總督。1919年都督府廢除後，任關東廳民政大臣。
1919年4月（大正8年），奉命返日擔任愛知縣知事。
1921年5月（大正10年），任北海道廳廳長，從事農業振興工作。 
1923年9月（大正12年）任皇都重建院副知事，在關東大地震後的東京重建中發揮了重要作用。
1928年12月退休，任東方開發株式會社社長，1934年7月（昭和9年），被任命為貴族院議員，1937年3月（昭和12年），參選東京市議會議員，當選，惟同年去世。